# Jerzy Fidler
Jerzy Fidler, ps. „Jerzy”, „Franciszek”, „Witek”, „Urban” (ur. 17 sierpnia 1906 w Łodzi, zm. 20 marca 1982) – polski robotnik, polityk, dyplomata.

## Życiorys
Syn Adama (Arona). Miał wykształcenie podstawowe. W latach 1921–1923 goniec w Składzie Towarów Włókienniczych w Łodzi. W latach 1923–1932 robotnik malarski na terenie Łodzi. Od 1923 działał w Komunistycznym Związku Młodzieży Polskiej. Od 1926 do 1938 należał do Komunistycznej Partii Polski – w 1928 został sekretarzem Wydziału Wojskowego Okręgowego oraz członkiem Komitetu Łódzkiego KPP. W latach 1932–1936 był osadzony z powodów politycznych. Od 1936 do 1937 pracował jako deseniarz w Zakładzie Malarskim w Łodzi, a dalej do 1938 prasowacz w przemyśle konfekcyjnym.
W latach 1940–1945 służył w wojsku francuskim. Przebywał w obozie jenieckim. Od 1945 do 1946 administrator Rady Narodowej Polaków we Francji, która reprezentowała i koordynowała działalność organizacji, które opowiedziały się za Polską Ludową. W 1945 wstąpił do Polskiej Partii Robotniczej. Należał też do Francuskiej Partii Komunistycznej. Od 1946 do 1948 sekretarz Komisji Mieszanej ds. Repatriacji w Paryżu. Od 21 marca 1949 do 25 listopada 1949 był wicekonsulem RP w Lille. Od 10 grudnia 1949 do grudnia 1951 kierownik Wydziału Oświatowo-Emigracyjnego w Ambasadzie RP w Paryżu. Był sekretarzem POP PZPR na placówkach we Francji. 5 grudnia 1953 do 1957 Konsul PRL w Ostrawie. Od 1957 do 1963 był naczelnikiem Wydziału Śródziemnomorskiego w Departamencie IV Ministerstwa Spraw Zagranicznych. W latach 1963–1967 radca Ambasady PRL w Bukareszcie. W 1968 przeszedł na rentę.
W 1955 został odznaczony Medalem 10-lecia Polski Ludowej.